# Sorbus tamamschjanae
Sorbus tamamschjanae är en rosväxtart som beskrevs av Gabr.. Sorbus tamamschjanae ingår i släktet oxlar, och familjen rosväxter. Inga underarter finns listade i Catalogue of Life.